# Maxime Chevalier
Pour les articles homonymes, voir Chevalier.
Maxime Chevalier, né le 16 mai 1999, à Pontchâteau (Loire-Atlantique) est un coureur cycliste français.

## Biographie

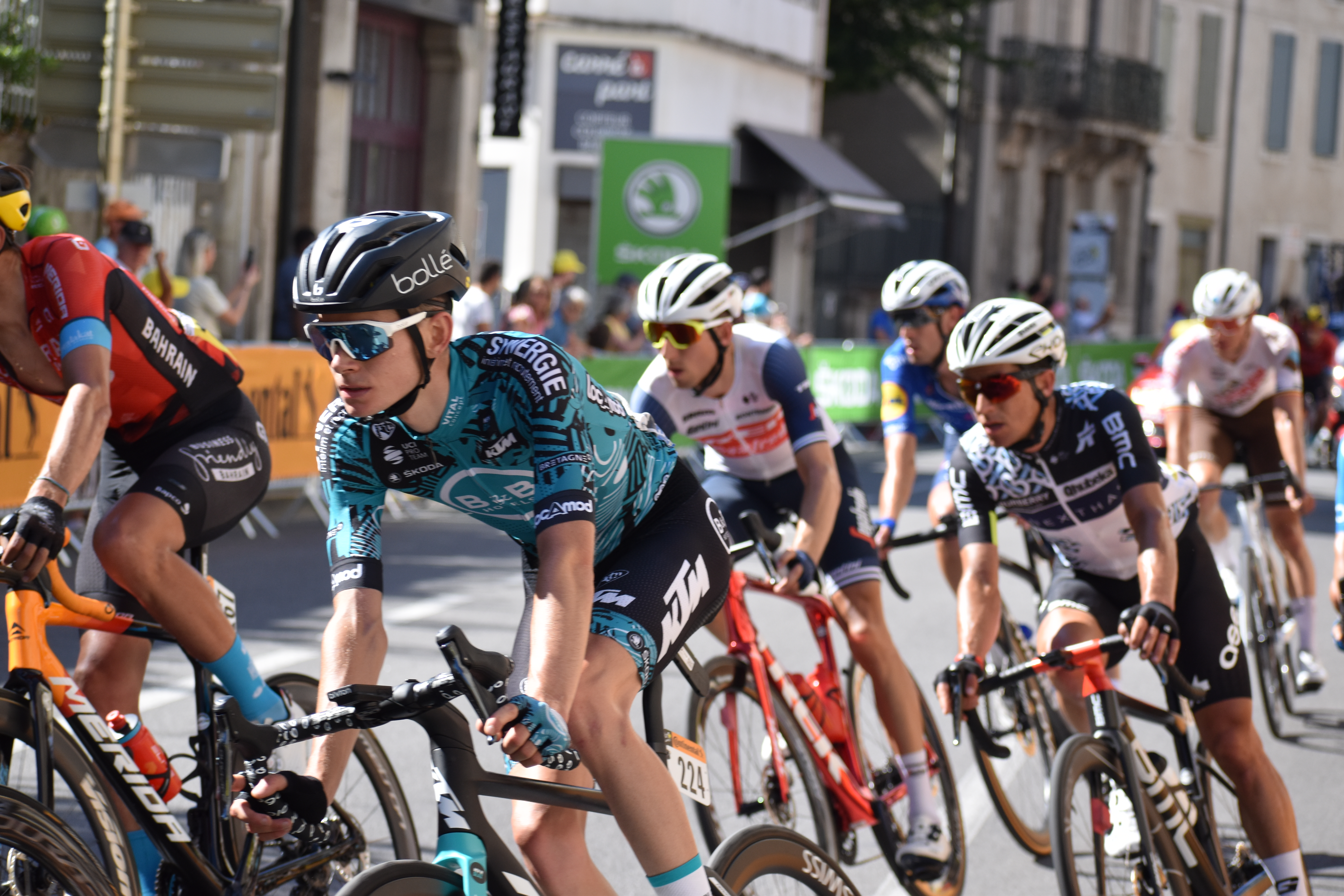
Maxime Chevalier lors de la 13e étape du Tour de France 2021.

Maxime Chevalier commence le cyclisme en 2008 à l'US Pontchâteau,.
Il s'engage en faveur du VC Pays de Loudéac en 2018. Au deuxième semestre de l'année 2019, il signe un contrat de stagiaire avec l'équipe professionnelle Vital Concept.
Il passe professionnel en février 2020 chez B&B Hotels-Vital Concept,. Il fait ses débuts sur le Tour de France dès sa première année chez les professionnels. En septembre 2022, son équipe annonce l'extension de son contrat jusqu'en fin d'année 2024. Cependant, faute de financement, le manager Jérôme Pineau annonce début décembre la fin de l'équipe. Chevalier retourne alors au niveau amateur et s'engage pour 2023 avec le Team Mayenne-V&B-Monbana, une structure dépendant du club Laval Cyclisme 53.

## Palmarès sur route

### Par année
- 2017
  - 2e du Tour de Loué-Brulon-Noyen
- 2019
  - Grand Prix de Fougères
  - 4e étape du Tour du Piémont pyrénéen
  - 3e de Redon-Redon
  - 3e de la Boucle de l'Artois
- 2021
  - Prologue du Tour de Savoie Mont-Blanc

### Résultats sur les grands tours

#### Tour de France
2 participations
- 2020 : 136e
- 2021 : 93e

### Classements mondiaux
| Année                                 | 2019  | 2020  | 2021 | 2022  |
| ------------------------------------- | ----- | ----- | ---- | ----- |
| Classement mondial                    | 1174e | 1974e | 511e | 1684e |
| UCI Europe Tour                       | 827e  | 1142e | 414e | 1107e |
|                                       |       |       |      |       |
| Légende : nc = non classéSource : UCI |       |       |      |       |

## Palmarès sur piste
- 2016
  -  Champion de France de poursuite par équipes juniors (avec Clément Davy, Quentin Fournier, Bryan Le Claire et Jean-Louis Le Ny)